# Gold Hill (Oregon)
Gold Hill – miasto w Stanach Zjednoczonych, w stanie Oregon, w hrabstwie Jackson.